# Marcellinus Comes
Marcellinus Comes (? – 534) là một nhà biên niên sử Latinh của Đế quốc Đông La Mã. Sinh quán tại xứ Illyria,  ông đã trải qua phần lớn đời mình tại triều đình Constantinopolis vốn là trọng tâm của tác phẩm sử học còn sót lại.

## Tác phẩm
Chỉ có duy nhất một tác phẩm của ông còn tồn tại đến bây giờ là bộ biên niên sử (Annales), được coi là sự tiếp nối của bộ Lịch sử Giáo hội của Eusebius. Nó bao quát một thời kỳ từ năm 379 đến năm 534, dù cho một tác giả vô danh nào đó đã bổ sung thêm một sự tiếp nối đến năm 566. Mặc dù tác phẩm của ông viết bằng tiếng Latinh, nó chủ yếu mô tả các vấn đề của phía Đông; quả thực tác giả nói rằng ông "chỉ bám theo Đế quốc Đông La Mã". Một số thông tin về Tây Âu lấy từ quyển Historia adversus paganos của Orosius và De viris illustribus của Gennadius, được giới thiệu trong chừng mực khi có liên quan đến Constantinopolis. Biên niên sử được lấp đầy với các chi tiết và giai thoại về thành phố và triều đình. Marcellinus tỏ ý không khoan nhượng Chính Thống giáo và có đôi lời tốt đẹp về người Dị giáo trong tác phẩm của mình.

## Ấn bản được chọn
- The Chronicle of Marcellinus: a translation and commentary: (Biên niên sử Marcellinus: bản dịch và chú giải, với một bản sao ấn bản nguyên văn của Mommsen) bởi Comes Marcellinus;  Brian Croke;  Theodor Mommsen. Sydney: Australian Association for Byzantine Studies, 1995.